# Reginsmál
 (avril 2009).
Si vous disposez d'ouvrages ou d'articles de référence ou si vous connaissez des sites web de qualité traitant du thème abordé ici, merci de compléter l'article en donnant les références utiles à sa vérifiabilité et en les liant à la section « Notes et références ».

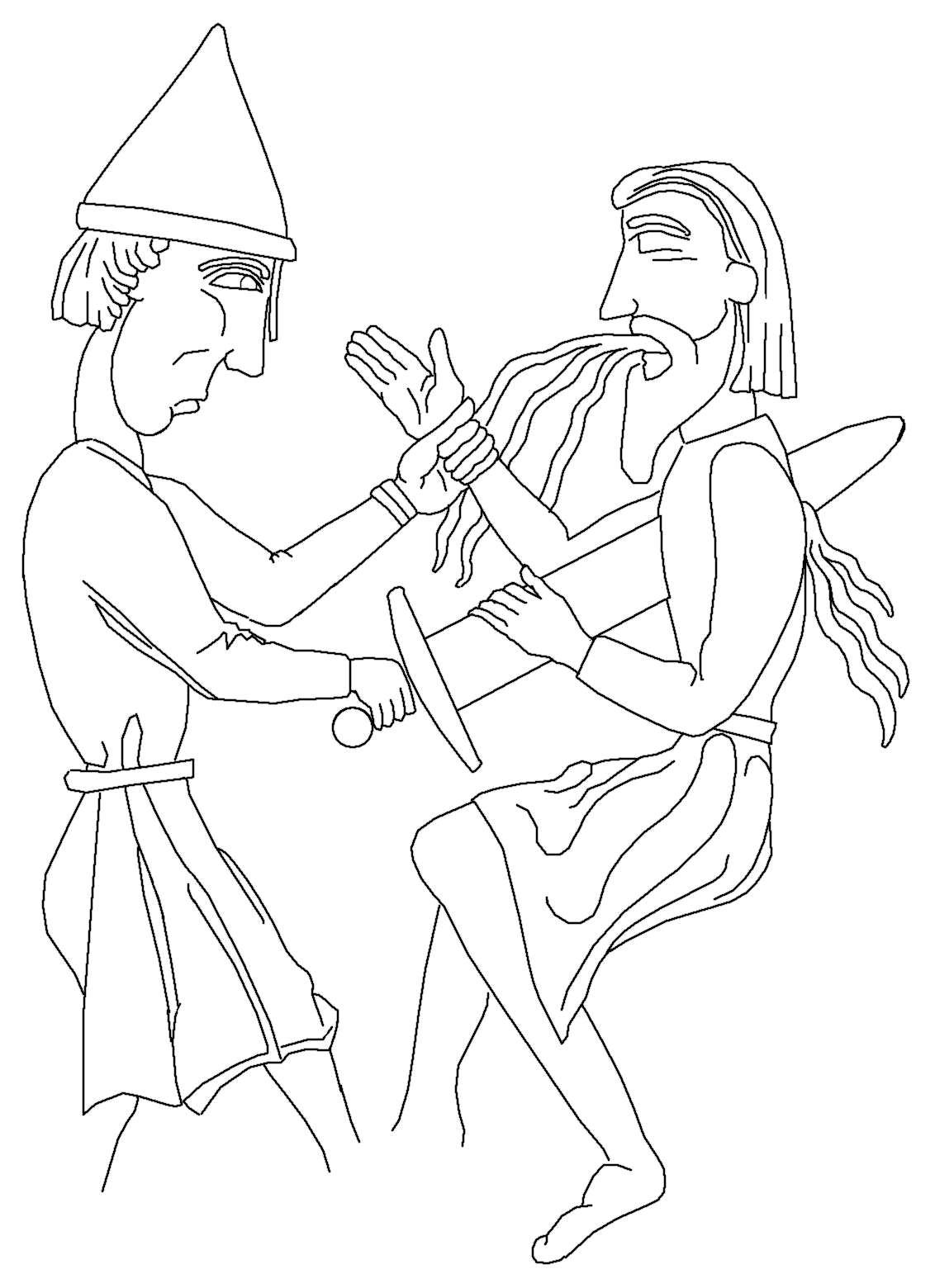
Sigurd tue Reginn. Depuis le portail Sigurd, entrée en bois sculpté du XIIe siècle, de l'église médiévale Hylestad Stav, à Setesdal, Norvège.

Le Reginsmál ou Dit de Regin est un poème héroïque de l'Edda poétique. Il est composé de vingt-six strophes entrecoupées de plusieurs passages en prose.

## Récit

### Sigurd et Regin
Le Reginsmál évoque d'abord brièvement comment Sigurd fit la rencontre, chez le roi Hjálprek, de Regin, homme très habile mais de la taille d'un nain. C'est lui qui éleva et instruisit Sigurd. Il lui raconta aussi l'histoire de sa famille.  

### La malédiction de l'anneau
Alors qu'Odin, Hœnir et Loki étaient en voyage, Loki tua une loutre. Les trois dieux allèrent ensuite passer la nuit chez Hreidmar. Mais celui-ci, apprenant la mort de la loutre, en réalité son fils Otr (« otr » signifie loutre en vieux norrois), les menaça de mort, à moins qu'en compensation ils ne remplissent et ne recouvrent d'or la peau de l'animal. Loki emprunta le filet de Rán et se rendit à une cascade où le nain Andvari avait l'habitude de nager sous forme de poisson. Il l'attrapa et, menaçant de le tuer, se fit remettre son or, y compris un anneau que le nain avait tenté de conserver. Andvari lança alors une malédiction, prédisant que son or provoquerait la mort de deux frères et de huit princes. La dépouille de la loutre fut couverte d'or, mais un poil resta visible, et Odin dut se défaire de l'anneau qu'il avait d'abord gardé. Loki répéta alors la malédiction d'Andvari. Les dieux partis, les deux autres fils de Hreidmar, Fáfnir et Regin réclamèrent leur part de l'or, que Hreidmar leur refusa. Fáfnir le tua dans son sommeil et conserva le trésor pour lui seul.

### Sigurd, héros odinique
Regin forgea pour Sigurd l'épée Gram, désirant qu'il tue Fáfnir, qui s'était transformé en dragon. Mais le héros voulut d'abord venger la mort de son père, Sigmund, tué par les fils de Hunding. Il partit donc en expédition, accompagné de Regin. Alors que leur bateau était pris dans une tempête, un homme sur un cap se présenta à eux sous le nom de Hnikar, et sous d'autres noms également connus comme étant ceux d'Odin (pour Hnikar, voir Grímnismál, 47). Lorsqu'il monta à bord, le vent tomba. Questionné par Sigurd, il lui révéla des présages et lui donna des conseils. Puis, Sigurd vainquit les fils de Hunding. L'un d'entre eux subit le supplice de l'aigle de sang.

## Sources
- L’Edda poétique [détail des éditions]